# Busted (groupe)
Pour les articles homonymes, voir Busted.
Busted est un groupe de pop rock britannique, originaire de Southend-on-Sea, dans l'Essex, en Angleterre. Il existe depuis 2001, et se compose de James Bourne (chant, guitare), Matt Willis (chant, guitare basse) et Charlie Simpson (chant, guitare et batterie).  Le groupe rencontre beaucoup de succès au Royaume-Uni. Leurs deux premiers albums, Busted et A Present for Everyone atteignent la seconde place des charts au Royaume-Uni, et leurs huit singles sont entrés dans le top 3. Quatre se sont même retrouvés numéro 1. Le groupe tournera en Amérique, mais le public ne s'y intéressera pas, ce groupe anglais étant trop similaire aux groupes américains, desquels il s'était inspiré.
En janvier 2005, après l'échec en Amérique, le groupe se sépare après le départ de Charlie Simpson, qui formera un nouveau groupe, Fightstar, un projet de rock hardcore très différent de la musique que jouait Busted. Charlie prétend en avoir eu assez de l'image « stupide » qu'il donnait de lui-même. Il précise cependant que ses deux comparses restaient ses meilleurs amis. James Bourne joue maintenant dans Son of Dork, un groupe de pop punk, tandis que Matt Willis se lance dans une carrière solo.
Charlie Simpson réalise un album solo qui est sorti en 2011. Après six années de séparation, James Bourne et Matt Willis serait en train de composer des chansons pour un nouvel album de Busted. Ils composent plus de six chansons, et espèrent pouvoir enregistrer l'album d'ici l'année prochaine. James Bourne et Matt Willis intègrent le groupe Mcfly, créant ainsi un seul et même groupe, Mcbusted. Ils réalisent ensemble une tournée : le Mcbusted Tour. Leur premier titre, Air Guitar, est disponible sur iTunes depuis le 23 novembre 2014. En 2015, le groupe décide de se reformer avec le retour de Charlie Simpson contre toute attente avec un nouveau style funk, qui change bien de leur pop rock américain. Une tournée a d'ailleurs lieu en 2016, le Pigs Can Fly Tour, à la sortie de leur nouvel album, Night Driver. Le groupe continue dans sa lancée avec une tournée européenne, Night Driver Tour 2017.

## Biographie

### Formation et débuts (2000–2002)
James Bourne et Matt Willis sont amis de longue date, et commencent ensemble à écrire des morceaux. Willis se dit inspiré par Green Day, Blink-182 et BBMak. Busted est à l'origine formé au début de 2001 et se composait de Bourne, Willis, Ki Fitzgerald et Owen Doyle, mais cette version se sépare plus tard dans l'année. Charlie Simpson et Tom Fletcher auditionnenront pour compléter la formation. 24 heures plus tard, pourtant, le manager de Busted téléphone à Fletcher pour lui dire que le groupe devra continuer en trio, soit avec Bourne, Willis et Simpson.
Le groupe est lancé en août 2002, faisant sa première apparition dans le magazine Smash Hits. Leur premier single, What I Go to School For, inspiré par une professeure par qui Willis était attiré à l'école, est finalement publié en septembre 2002. Il atteint la troisième place de l'UK Singles Chart. Leur premier album Busted. Il est suivi par l'album Year 3000. En avril, leur troisième single, You Said No atteint la première place des charts. British Hit Singles and Albums le certifie comme groupe ayant atteint le top 3 avec ses trois premiers singles par ordre ascendant.
Ils commencent à enregistrer un deuxième album, pendant la réédition de leur premier. Il se vendra à 1,2 million d'exemplaires à la fin de l'année. Le dernier single de leur premier album, Sleeping with the Light On atteint la troisième place en août 2003.

### A Present for Everyone(2003–2005)
Busted commence l'été 2003 en remportant un Favourite Newcomer aux National Music Awards, et les Disney Channel Kids' Awards de cette année. L'année 2004 semblera être leur dernière année comme groupe. Le groupe commence l'année en tournée, et atteint les première et deuxième place des charts avec les morceaux Who's David et Air Hostess, respectivement. Le groupe remporte même les catégories Best British Breakthrough Act et meilleur groupe pop aux BRIT Awards Le groupe se dirige ensuite vers l'Amérique pour sortir son album homonyme de 2004, qui est un mélange de leurs premier et deuxième albums. Leurs exploits sont capturés pour la série télévisée America or Busted, qui traite de leur échec à se faire connaitre aux États-Unis.
Pendant leur séjour en Amérique, le groupe est invité à participer au film Thunderbirds qui sortira ce même été. Publié comme double face-A avec le morceau-titre 3AM est leur quatrième et dernier numéro un du groupe en août 2004. Cependant la sortie d'un cinquième single issu de leur deuxième album, She Wants to Be Me n'atteint pas les charts. Leur album live, A Ticket for Everyone, est publié en novembre 2004. Le groupe embarque dans une tournée le même mois, jouant à guichet fermé à la Wembley Arena, pendant onze nuits. À la fin 2004, Busted s'implique dans un morceau spécial Noël à succès Do They Know It's Christmas? de Band Aid 20 aidant à collecter des fonds pour lutter contre les MST et le SIDA en Afrique, la famine dans la région soudanaise du Darfour et dans plusieurs pays comme l'Éthiopie.
Simpson passe plus de temps au sein de Fightstar et semble causer des tensions au sein du groupe qui s'amplifient lorsque Fightstar annonce une tournée britannique de 14 dates. Simpson annonce à leur agent artistique le 24 décembre 2004 son départ du groupe afin de se consacrer à  Fightstar à plein temps. Le 13 janvier 2005, le label de Busted annonce une conférence de presse au Soho Hotel à Londres le lendemain. Le 14 janvier, Busted annonce sa séparation après le départ de Simpson,.
Lors d'un entretien avec Kerrang! en novembre 2009, Simpson explique « c'était vraiment drôle et j'appréciais vraiment la complicité du groupe, mais, d'un autre côté, la musique ne me convenait pas. je me rappelle du bon temps où on voyageait, mais d'un point de vue personnel ça ne me comblait pas, donc j'ai un regard mitigé quand je regarde derrière. Sinon, on s'éclatait vraiment un max. »

### McBusted (2013–2015)
Entre le 19 et 22 septembre 2013, Matt et James effectuent un bref retour surprise sous le nom de Busted en compagnie de McFly au Royal Albert Hall. Ils jouent Year 3000, Air Hostess et Light de McFly, ce dernier utilisant le nom de McBusted. McFly et Busted confirment une tournée ensemble pour 2014. Charlie annonce sur Twitter qu'il ne les rejoindra pas et leur souhaite bonne chance pour l'avenir.

### Night Driver(2015–2016)

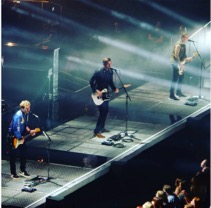
Busted à Glasgow pendant la tournée Pigs Can Fly Tour.

Le 5 octobre 2015, The Sun lance une rumeur selon laquelle Simpson aurait rejoint Busted. Une photo floutée des Busted apparait sur Internet. Le 10 novembre 2015, Busted annonce une tournée britannique et irlandaise de trente dates pour mai 2016. Pendant la même conférence de presse, Busted annonce un troisième album. 100 000 tickets sont vendus la première heure. D'autres dates sont alors annoncés.
Au début de 2016, Busted enregistre son troisième album à Los Angeles.

### Quatrième album (depuis 2017)
En juin 2017, Busted s'envole pour Los Angeles et jouer son premier concert américain au Troubadour, puis continue d'écrire et enregistrer un quatrième album.
En mai 2018, c'est le batteur et vidéaste Cobus, connu pour sa chaîne YouTube sur laquelle il fait des cover et pour avoir déjà accompagné Busted, en 2016 sur leur tournée, qui arrive en studio dans le pays de Galles pour les prises de batteries.

## Influences
Busted a inspiré The Vamps et 5 Seconds of Summer.

## Membres

### Membres actuels
- James Bourne – chant, guitare, claviers, piano (2000–2005, depuis 2015)
- Matt Willis – chant, basse, synthétiseur (2000–2005, depuis 2015)
- Charlie Simpson – chant, guitare, batterie (2001–2004, depuis 2015)

### Anciens membres
- Owen Doyle – chant, basse (2000–2001)
- Ki Fitzgerald – chant, guitare (2000–2001)
- Tom Fletcher – chant, guitare (2001)

## Discographie

### Albums studio
- 2003 : Busted
- 2004 : A Present for Everyone
- 2016 : Night Driver
- 2019 : Half Way There

### Compilations & Live
- 2004 : A Ticket For Everyone: Busted Live